# Emumägi
Emumägi är en kulle i byn Emumäe i Väike-Maarja kommun i landskapet Lääne-Virumaa i nordöstra Estland. Kullen ligger cirka 110 kilometer sydost om huvudstaden Tallinn. Toppen på Emumägi är 163 meter över havet. Där finns ett utsiktstorn.
Terrängen runt Emumägi är huvudsakligen platt. Runt Emumägi är det glesbefolkat, med 10 invånare per kvadratkilometer. Närmaste större samhälle är småköpingen Koeru, 19,5 km väster om Emumägi. I omgivningarna runt Emumägi växer i huvudsak blandskog.
Trakten ingår i den hemiboreala klimatzonen. Årsmedeltemperaturen i trakten är 2 °C. Den varmaste månaden är juli, då medeltemperaturen är 16 °C, och den kallaste är februari, med −12 °C.

## Källor

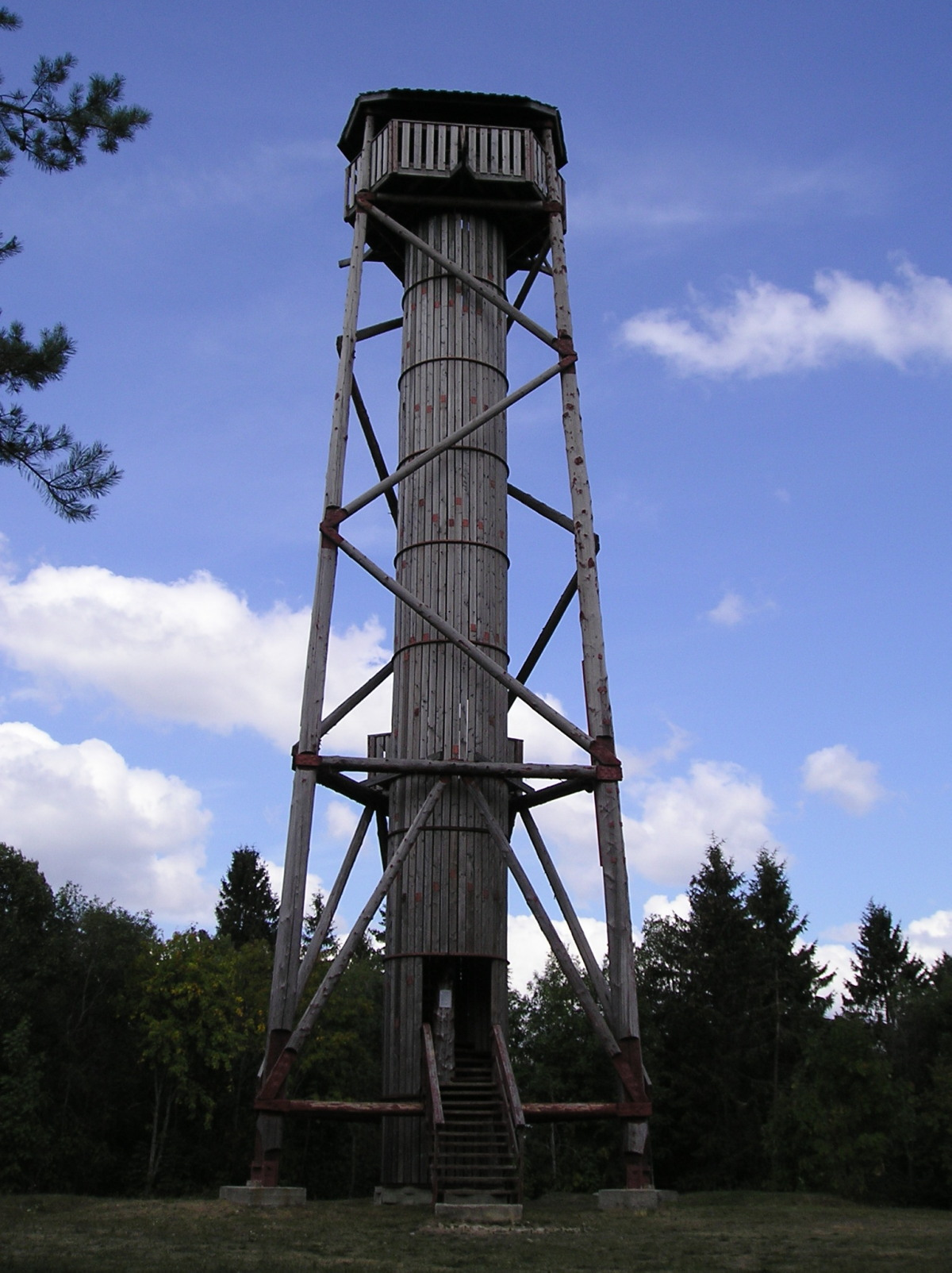
Utsiktstornet på toppen av Emumägi.